# Razdólnoie (Saràtov)
Razdólnoie - Раздольное (rus) - és un poble (un possiólok) de l'óblast de Saràtov, a Rússia, segons el cens del 2010 tenia 679 habitants. Pertany al districte municipal de Líssie Gori.